# Treinongeval bij Vlissingen
Het treinongeval bij Vlissingen was een ongeval van een stoomtrein in station Vlissingen en vond plaats in de avond van 1 juni 1899. Drie personen verloren hierbij het leven.

## Omstandigheden
Station Vlissingen was het eindpunt van de trein die om 19.15 in Amsterdam was vertrokken. Na een voorspoedige reis, bemerkte de treinmachinist vlak voor het bereiken van het eindstation dat de rem (type Westinghouse) defect was. Station Vlissingen was een kopstation, waardoor de trein het perron zou rammen indien deze niet tijdig zou stoppen. Om de personen op het perron te waarschuwen, gaf de machinist het noodsein af waarop het perron aan het einde van het spoor spoedig werd leeggemaakt. Zonder veel vaart geminderd te kunnen hebben, ramde de locomotief allereerst het stootblok om vervolgens door het 1 meter hoge perron drie meter de lucht ingeworpen te worden. Vervolgens doorboorde de locomotief de stationsrestauratie, zakte door de vloer om nog tien meter ver de grond een meter diep te doorboren. Achter de locomotief hing een goederenwagon die verbrijzeld werd. Daarachter bevond zich een postwagon die in tweeën werd gescheurd. De daarop volgende personenwagons waren door een afgebroken koppeling tot stilstand gekomen.
Bij het ongeval kwamen twee conducteurs en een achttienjarig meisje om het leven. De machinist en stoker sprongen op tijd van de trein af, maar raakten daarbij gewond. De machinist had er wel voor gezorgd dat de stoom uit de stoomketel kon ontsnappen, waardoor een ontploffing werd voorkomen. De schade aan het perron en stationsrestauratie was enorm.
Het meisje, Fanny, was de dochter van de Zwitserse gezant Arnold Roth die aan de Vredesconferentie van Den Haag deelnam. Zij had haar vader aldaar bezocht en was op weg naar een Engelse kostschool. Zij bevond zich als enige passagier in de damescoupé eerste klasse. Haar lijk werd pas twee dagen later gevonden. Ze was wellicht niet op slag dood – ze had in haar onderlip gebeten – maar op verzoek van haar vader vond er geen nadere lijkschouwing plaats.